# Horsham (Victoria)
Horsham es una ciudad en el oeste del estado de Victoria, Australia. Situada en un recodo del río Wimmera, Horsham está a unos 300 kilómetros al noroeste de la capital del estado, Melbourne. En junio de 2018, Horsham tenía una población estimada de 16 514 habitantes. Es la undécima ciudad más grande de Victoria.
Uno de los primeros colonos, James Monckton Darlot, bautizó el asentamiento con el nombre de la ciudad de Horsham, en su Inglaterra natal. Creció a lo largo de los últimos años del siglo XIX y los primeros del XX como centro de la industria del trigo y la lana de Victoria occidental, convirtiéndose en la mayor ciudad de Victoria occidental a principios de la década de 1910. Horsham fue declarada ciudad en 1949 y fue nombrada la ciudad más ordenada del estado en 2021.

## Historia
El comandante Thomas Mitchell fue el primer europeo que pasó por la zona, dando nombre al río Wimmera el 18 de julio de 1836. Después de que el explorador Edward Eyre pasara por la región en busca de una ruta por tierra entre Port Philip y Adelaida, informó a The Adelaide Gazette, el 14 de julio de 1838, que la región estaba "bien regada y ofrecía buenos pastos para el ganado". En 1851 se había establecido el pequeño pueblo de Horsham, compuesto por unas 18 viviendas.
En la década de 1870 se produjo un importante crecimiento económico y demográfico en Horsham. Durante este periodo se crearon la fundición, el hospital y la Sociedad Agrícola de Horsham, y el primer espectáculo de Horsham se celebró en 1876.
Hombres de Horsham lucharon en la Primera Guerra Mundial. A mediados de agosto de 1914, los primeros soldados de Horsham recibieron una emocionante despedida cívica en el Ayuntamiento. Sin embargo, el reclutamiento "dividió a la comunidad", y la Liga Anti-Conscripción señaló la alta tasa (6%) de reclutamiento en el distrito de Horsham. La Ley de Asentamiento de Soldados Despedidos de 1917 fue creada para dar a los soldados que regresaban una ventaja para establecer granjas en la región de Australia. Según esta ley, los soldados que regresaran con experiencia agrícola podían solicitar un bloque de tierra. En 1919, 2933 excombatientes habían aprovechado la oportunidad. El tamaño medio de las concesiones de tierras era de 100 a 200 hectáreas. Cuando comenzó la Segunda Guerra Mundial, los hombres de Horsham volvieron a presentarse como voluntarios. El esfuerzo bélico fue acogido con entusiasmo; por ejemplo, en mayo de 1940, cuando el rey Jorge VI hizo un llamamiento a la oración en toda la Commonwealth, 1800 personas asistieron a un servicio religioso en el ayuntamiento. Los militares que regresaron tuvieron de nuevo la oportunidad de obtener concesiones de tierras al final de la guerra, siendo el tamaño medio de los bloques de entre 260 a 300 hectáreas.
Hubo un incremento notable de la población posterior a la guerra, y Horsham ya había alcanzado los 6388 habitantes en 1947, por lo que fue declarada ciudad el 24 de mayo de 1949.
Horsham fue nombrada la ciudad más ordenada de Australia en 2001 y también fue nombrada la ciudad más ordenada de Victoria en 2021.

## Geografía
La ciudad de Horsham está situada en la llanura de inundación del río Wimmera, al sur del pantano de Dooen y al norte de la confluencia del río con el arroyo McKenzie. El río Wimmera nace en las laderas occidentales de los Pirineos y luego corre hacia el oeste, en dirección a Horsham, antes de girar hacia el norte en Quantong y dirigirse hacia el Murray, pero desemboca en el lago Hindmarsh. El río Wimmera está represado por una presa en el extremo sur de la ciudad.
La topografía de Horsham es plana, a unos 133 metros sobre el nivel del mar. El distrito central de negocios está distribuido en un plano cuadriculado al sur de la línea de tren y se caracteriza por sus amplias calles y varias rotondas.

### Clima
Horsham está clasificado como un clima oceánico (Clasificación Climática de Köppen Cfb) similar al de Stawell, aunque con una cantidad de lluvia media ligeramente inferior. Como tal, aunque su latitud la hace un grado más fría de media que Mildura, puede recibir relativamente más temperaturas extremas.
| Parámetros climáticos promedio de Horsham Aerodrome (YHSM) since 1997 | Parámetros climáticos promedio de Horsham Aerodrome (YHSM) since 1997 | Parámetros climáticos promedio de Horsham Aerodrome (YHSM) since 1997 | Parámetros climáticos promedio de Horsham Aerodrome (YHSM) since 1997 | Parámetros climáticos promedio de Horsham Aerodrome (YHSM) since 1997 | Parámetros climáticos promedio de Horsham Aerodrome (YHSM) since 1997 | Parámetros climáticos promedio de Horsham Aerodrome (YHSM) since 1997 | Parámetros climáticos promedio de Horsham Aerodrome (YHSM) since 1997 | Parámetros climáticos promedio de Horsham Aerodrome (YHSM) since 1997 | Parámetros climáticos promedio de Horsham Aerodrome (YHSM) since 1997 | Parámetros climáticos promedio de Horsham Aerodrome (YHSM) since 1997 | Parámetros climáticos promedio de Horsham Aerodrome (YHSM) since 1997 | Parámetros climáticos promedio de Horsham Aerodrome (YHSM) since 1997 | Parámetros climáticos promedio de Horsham Aerodrome (YHSM) since 1997 |
| Mes                                                                   | Ene.                                                                  | Feb.                                                                  | Mar.                                                                  | Abr.                                                                  | May.                                                                  | Jun.                                                                  | Jul.                                                                  | Ago.                                                                  | Sep.                                                                  | Oct.                                                                  | Nov.                                                                  | Dic.                                                                  | Anual                                                                 |
| --------------------------------------------------------------------- | --------------------------------------------------------------------- | --------------------------------------------------------------------- | --------------------------------------------------------------------- | --------------------------------------------------------------------- | --------------------------------------------------------------------- | --------------------------------------------------------------------- | --------------------------------------------------------------------- | --------------------------------------------------------------------- | --------------------------------------------------------------------- | --------------------------------------------------------------------- | --------------------------------------------------------------------- | --------------------------------------------------------------------- | --------------------------------------------------------------------- |
| Temp. máx. abs. (°C)                                                  | 46.0                                                                  | 47.4                                                                  | 41.0                                                                  | 35.0                                                                  | 28.0                                                                  | 24.0                                                                  | 20.0                                                                  | 26.0                                                                  | 31.0                                                                  | 38.0                                                                  | 42.3                                                                  | 46.0                                                                  | 47.4                                                                  |
| Temp. máx. media (°C)                                                 | 31.0                                                                  | 30.5                                                                  | 26.8                                                                  | 22.2                                                                  | 17.7                                                                  | 14.4                                                                  | 13.6                                                                  | 15.2                                                                  | 18.2                                                                  | 21.6                                                                  | 26.1                                                                  | 28.4                                                                  | 22.1                                                                  |
| Temp. mín. media (°C)                                                 | 12.5                                                                  | 12.6                                                                  | 10.0                                                                  | 7.1                                                                   | 5.1                                                                   | 3.7                                                                   | 3.2                                                                   | 3.2                                                                   | 4.5                                                                   | 5.4                                                                   | 8.6                                                                   | 10.4                                                                  | 7.2                                                                   |
| Temp. mín. abs. (°C)                                                  | 1.0                                                                   | 2.5                                                                   | 1.0                                                                   | -2.0                                                                  | -4.0                                                                  | -6.0                                                                  | -5.0                                                                  | -4.0                                                                  | -3.0                                                                  | -3.0                                                                  | -2.0                                                                  | 1.0                                                                   | -6.0                                                                  |
| Precipitación total (mm)                                              | 28.7                                                                  | 26.0                                                                  | 14.7                                                                  | 26.5                                                                  | 31.3                                                                  | 37.4                                                                  | 41.2                                                                  | 39.6                                                                  | 36.8                                                                  | 33.7                                                                  | 32.8                                                                  | 27.8                                                                  | 374.8                                                                 |
| Días de lluvias (≥ 1 mm)                                              | 5.0                                                                   | 4.7                                                                   | 4.6                                                                   | 6.5                                                                   | 11.5                                                                  | 16.5                                                                  | 19.0                                                                  | 17.0                                                                  | 13.1                                                                  | 9.2                                                                   | 7.1                                                                   | 5.7                                                                   | 119.9                                                                 |
| Fuente:                                                               |                                                                       |                                                                       |                                                                       |                                                                       |                                                                       |                                                                       |                                                                       |                                                                       |                                                                       |                                                                       |                                                                       |                                                                       |                                                                       |

## Economía
Los principales empleadores de Horsham son los sectores de la sanidad, la educación y la administración pública, aunque el mayor número de empresas en 2017 estaban relacionadas con la agricultura, la silvicultura y la pesca, y la renta media es de 40 245 dólares (2013). La Asociación de Desarrollo de Wimmera tiene su sede en Horsham, recopilan datos económicos, presionan para mejorar las infraestructuras, organizan eventos y fomentan las conexiones entre las empresas locales y los líderes cívicos.

## Atractivos
La ciudad alberga como principal atracción el Jardín botánico de Horsham. Con 16 hectáreas de extensión, es un jardín salpicado de diversas especies arbóreas y de áreas de recreación que data de la época victoriana.